# Laurent Zahui
Laurent Madou Zahui (ur. 10 sierpnia 1960 w Gagnoa – zm. 16 marca 2021) – iworyjski piłkarz grający na pozycji lewego obrońcy. W swojej karierze rozegrał 4 mecze w reprezentacji Wybrzeża Kości Słoniowej.

## Kariera klubowa
Swoja karierę piłkarska Zahui rozpoczął w klubie Stade d’Abidjan, w którym zadebiutował w 1978 roku. W 1984 roku zdobył z nim Puchar Wybrzeża Kości Słoniowej. W 1985 roku odszedł do francuskiego AS Angoulême, w którym spędził roku. W latach 1986–1989 grał w innym francuskim klubie Stade Ruthénois.

## Kariera reprezentacyjna
W reprezentacji Wybrzeża Kości Słoniowej Zahui zadebiutował 7 marca 1986 w wygranm 3:0 meczu Pucharu Narodów Afryki 1986 z Mozambikiem, rozegranym w Kairze. Był to jego jedyny rozegrany mecz w tamtym turnieju. Z Wybrzeżem Kości Słoniowej zajął w nim 3. miejsce.
W 1988 roku Zahui został powołany do kadry na Puchar Narodów Afryki 1988. Na tym turnieju zagrał w trzech meczach grupowych: z Algierią (1:1), z Zairem (1:1) i z Marokiem (0:0). Od 1986 do 1988 wystąpił w kadrze narodowej 4 razy.